# شون سوليفان
شون سوليفان (بالإنجليزية: Sean Sullivan) (16 سبتمبر 1971 فاليتا مالطا - ) هو لاعب كرة قدم مالطي، يلعب كحارس مرمى.

## مسيرته

### مسيرته مع المنتخبات الوطنية
- 1994 - 1996 لعب مع منتخب مالطا لكرة القدم 3 مباريات.

### مسيرته مع الأندية
- 1991 - 1994 لعب مع سانت أندروز [الإنجليزية]‏ 50 مباراة.
- 1994 - 1996 لعب مع هامرون سبارتانز 31 مباراة.
- 1996 - 2006 لعب مع نادي فاليتا 159 مباراة.
- 1998 - 1999 لعب مع نادي فلوريانا 24 مباراة.
- 2006 - 2007 لعب مع نادي بيركيركارا 9 مباريات.
- 2007 - 2009 لعب مع هامرون سبارتانز 18 مباراة.

## روابط خارجية
- شون سوليفان على موقع قاعدة بيانات كرة القدم.إي يو (الإنجليزية)
- شون سوليفان على موقع ناشيونال فوتبول تيمز (الإنجليزية)